# Lijst van rijksmonumenten in Den Haag/Archipelbuurt
De Archipelbuurt in Den Haag kent 111 inschrijvingen in het rijksmonumentenregister; hieronder een overzicht.
| Object | Oorspronkelijke functie?  | Bouwjaar | Architect                                | Locatie                           | Coördinaten?                 | Nr.?   | Afbeelding                                          |
| --- | ------------------------- | -------- | ---------------------------------------- | --------------------------------- | ---------------------------- | ------ | --------------------------------------------------- |
| Vrijstaand herenhuis in eclectisch-renaissancistische bouwstijl | Woonhuis                  | 1882     | H. Wesstra jr.                           | Bankaplein 3                      | 52° 5' 35" NB, 4° 18' 9" OL  | 475911 | Meer afbeeldingen                                   |
| Duinweide | Woonhuis                  | 1883     |                                          | Bankaplein 4                      | 52° 5' 34" NB, 4° 18' 10" OL | 475912 | Duinweide                                           |
| Duinweide | Woonhuis                  | 1883     |                                          | Bankaplein 5                      | 52° 5' 34" NB, 4° 18' 10" OL | 475913 | Meer afbeeldingen                                   |
| Vrijstaand herenhuis in neo-renaissance stijl | Woonhuis                  | 1883     | H. Wesstra jr.                           | Bankastraat 100                   | 52° 5' 36" NB, 4° 18' 8" OL  | 475914 | Meer afbeeldingen                                   |
| Herenhuis, aan drie zijden vrijstaand in eclectische bouwstijl | Woonhuis                  | 1888-89  |                                          | Bankastraat 102                   | 52° 5' 37" NB, 4° 18' 8" OL  | 475915 | Meer afbeeldingen                                   |
| Herenhuis | Woonhuis                  | 1888-89  |                                          | Bankastraat 104                   | 52° 5' 37" NB, 4° 18' 8" OL  | 475916 | Meer afbeeldingen                                   |
| Herenhuis | Woonhuis                  | 1888-89  |                                          | Bankastraat 106                   | 52° 5' 37" NB, 4° 18' 8" OL  | 475917 | Meer afbeeldingen                                   |
| Herenhuis | Woonhuis                  | 1888-89  |                                          | Bankastraat 108A                  | 52° 5' 37" NB, 4° 18' 7" OL  | 475918 | Meer afbeeldingen                                   |
| Herenhuis | Woonhuis                  | 1888-89  |                                          | Bankastraat 110                   | 52° 5' 38" NB, 4° 18' 7" OL  | 475919 | Meer afbeeldingen                                   |
| Herenhuis | Woonhuis                  | 1888-89  |                                          | Bankastraat 112                   | 52° 5' 38" NB, 4° 18' 7" OL  | 475920 | Meer afbeeldingen                                   |
| Herenhuis | Woonhuis                  | 1888-89  |                                          | Bankastraat 116                   | 52° 5' 38" NB, 4° 18' 7" OL  | 475921 | Meer afbeeldingen                                   |
| Herenhuis | Woonhuis                  | 1888-89  |                                          | Bankastraat 118                   | 52° 5' 38" NB, 4° 18' 7" OL  | 475922 | Meer afbeeldingen                                   |
| Herenhuis | Woonhuis                  | 1888-89  |                                          | Bankastraat 122                   | 52° 5' 38" NB, 4° 18' 6" OL  | 475923 | Meer afbeeldingen                                   |
| Herenhuis | Woonhuis                  | 1888-89  |                                          | Bankastraat 124                   | 52° 5' 39" NB, 4° 18' 6" OL  | 475924 | Meer afbeeldingen                                   |
| Herenhuis | Woonhuis                  | 1888-89  |                                          | Bankastraat 126                   | 52° 5' 39" NB, 4° 18' 6" OL  | 475925 | Meer afbeeldingen                                   |
| Herenhuis | Woonhuis                  | 1888-89  |                                          | Bankastraat 128                   | 52° 5' 39" NB, 4° 18' 6" OL  | 475926 | Meer afbeeldingen                                   |
| Herenhuis | Woonhuis                  | 1888-89  |                                          | Bankastraat 130                   | 52° 5' 39" NB, 4° 18' 6" OL  | 475927 | Meer afbeeldingen                                   |
| Herenhuis | Woonhuis                  | 1888-89  |                                          | Bankastraat 132                   | 52° 5' 39" NB, 4° 18' 5" OL  | 475928 | Meer afbeeldingen                                   |
| Vrijstaand herenhuis in eclectische bouwstijl | Woonhuis                  | ca. 1875 | J. Noordendorp                           | Burgemeester van Karnebeeklaan 1  | 52° 5' 15" NB, 4° 17' 57" OL | 475929 | Meer afbeeldingen                                   |
| Herenhuis, dat het linkerdeel vormt van het bouwblok Burgemeester van Karnebeeklaan 6, 8 en 10                                                                              | Woonhuis                  | 1873     |                                          | Burgemeester van Karnebeeklaan 6  | 52° 5' 17" NB, 4° 17' 55" OL | 475931 | Meer afbeeldingen                                   |
| Herenhuis, dat het middendeel vormt van het bouwblok Burgemeester van Karnebeeklaan 6, 8 en 10                                                                              | Woonhuis                  | 1873     |                                          | Burgemeester van Karnebeeklaan 8  | 52° 5' 20" NB, 4° 17' 55" OL | 475932 | Meer afbeeldingen                                   |
| Herenhuis, dat het rechterdeel vormt van het bouwblok Burgemeester van Karnebeeklaan 6, 8 en 10                                                                             | Woonhuis                  | 1873     |                                          | Burgemeester van Karnebeeklaan 10 | 52° 5' 17" NB, 4° 17' 55" OL | 475933 | Meer afbeeldingen                                   |
| Herenhuis in eclectische bouwstijl | Woonhuis                  | 1873     |                                          | Burgemeester van Karnebeeklaan 19 | 52° 5' 19" NB, 4° 17' 56" OL | 475930 | Meer afbeeldingen                                   |
| Aan drie zijden vrijstaande villa, gebouwd in de stijl van de Um 1800-Bewegung                                                                                              | Woonhuis                  | 1908     | E.F. Ehnle                               | Javastraat 2                      | 52° 5' 14" NB, 4° 18' 2" OL  | 475934 | Meer afbeeldingen                                   |
| Huize Mellard | Woonhuis                  | 1908     | A. Broese van Groenou en W.C. Fletterman | Javastraat 2A                     | 52° 5' 14" NB, 4° 18' 3" OL  | 487807 | Huize Mellard                                       |
| Aan drie zijden vrijstaande villa, gebouwd in een historiserende bouwstijl                                                                                                  | Woonhuis                  | 1908     | Anthonie Pieter Smits Henk Fels          | Javastraat 2B                     | 52° 5' 14" NB, 4° 18' 4" OL  | 475935 | Meer afbeeldingen                                   |
| Statig woonhuis | Woonhuis                  | ca. 1860 |                                          | Javastraat 2C                     | 52° 5' 14" NB, 4° 18' 4" OL  | 17557  | Statig woonhuis                                     |
| Statig woonhuis | Woonhuis                  | ca. 1860 |                                          | Javastraat 2D                     | 52° 5' 14" NB, 4° 18' 5" OL  | 17558  | Statig woonhuis                                     |
| Statig woonhuis | Woonhuis                  | ca. 1860 |                                          | Javastraat 2E                     | 52° 5' 14" NB, 4° 18' 5" OL  | 17559  | Statig woonhuis                                     |
| Statig woonhuis | Woonhuis                  | ca. 1860 |                                          | Javastraat 2F                     | 52° 5' 14" NB, 4° 18' 5" OL  | 17560  | Statig woonhuis                                     |
| Statig woonhuis | Woonhuis                  | ca. 1860 |                                          | Javastraat 4                      | 52° 5' 15" NB, 4° 18' 7" OL  | 17561  | Statig woonhuis                                     |
| Statig woonhuis | Woonhuis                  | ca. 1860 |                                          | Javastraat 6                      | 52° 5' 15" NB, 4° 18' 7" OL  | 17562  | Statig woonhuis                                     |
| Statig woonhuis | Werk-woonhuis             | ca. 1860 |                                          | Javastraat 8                      | 52° 5' 15" NB, 4° 18' 7" OL  | 17563  | Statig woonhuis                                     |
| Statig woonhuis | Werk-woonhuis             | ca. 1860 |                                          | Javastraat 10                     | 52° 5' 15" NB, 4° 18' 8" OL  | 17564  | Meer afbeeldingen                                   |
| Statig woonhuis | Woonhuis                  | ca. 1860 |                                          | Javastraat 12                     | 52° 5' 15" NB, 4° 18' 8" OL  | 17565  | Meer afbeeldingen                                   |
| Statig woonhuis | Woonhuis                  | ca. 1860 |                                          | Javastraat 14                     | 52° 5' 16" NB, 4° 18' 8" OL  | 17566  | Meer afbeeldingen                                   |
| Statig woonhuis | Werk-woonhuis             | ca. 1860 |                                          | Javastraat 16                     | 52° 5' 16" NB, 4° 18' 9" OL  | 17567  | Meer afbeeldingen                                   |
| Statig woonhuis | Woonhuis                  | ca. 1860 |                                          | Javastraat 18                     | 52° 5' 16" NB, 4° 18' 9" OL  | 17568  | Meer afbeeldingen                                   |
| Statig woonhuis | Woonhuis                  | ca. 1860 |                                          | Javastraat 20                     | 52° 5' 16" NB, 4° 18' 9" OL  | 17569  | Meer afbeeldingen                                   |
| Statig woonhuis | Woonhuis                  | ca. 1860 |                                          | Javastraat 22                     | 52° 5' 16" NB, 4° 18' 10" OL | 17570  | Meer afbeeldingen                                   |
| Statig woonhuis | Woonhuis                  | ca. 1860 |                                          | Javastraat 24                     | 52° 5' 16" NB, 4° 18' 10" OL | 17571  | Meer afbeeldingen                                   |
| De Oude Raadzaal | Woonhuis                  | ca. 1860 | J.W. Arnold                              | Javastraat 26                     | 52° 5' 17" NB, 4° 18' 11" OL | 17572  | Meer afbeeldingen                                   |
| Statig woonhuis | Appartementengebouw       | ca. 1860 |                                          | Javastraat 28                     | 52° 5' 17" NB, 4° 18' 12" OL | 17573  | Statig woonhuis                                     |
| Statig woonhuis | Appartementengebouw       | ca. 1860 |                                          | Javastraat 30                     | 52° 5' 17" NB, 4° 18' 12" OL | 17574  | Statig woonhuis                                     |
| Statig woonhuis | Appartementengebouw       | ca. 1860 |                                          | Javastraat 32                     | 52° 5' 17" NB, 4° 18' 13" OL | 17575  | Statig woonhuis                                     |
| Statig woonhuis | Appartementengebouw       | ca. 1860 |                                          | Javastraat 34                     | 52° 5' 17" NB, 4° 18' 13" OL | 17576  | Statig woonhuis                                     |
| Statig woonhuis | Appartementengebouw       | ca. 1860 |                                          | Javastraat 36                     | 52° 5' 17" NB, 4° 18' 14" OL | 17577  | Statig woonhuis                                     |
| Statig woonhuis | Appartementengebouw       | ca. 1860 |                                          | Javastraat 38                     | 52° 5' 17" NB, 4° 18' 14" OL | 17578  | Statig woonhuis                                     |
| Statig woonhuis | Werk-woonhuis             | ca. 1860 |                                          | Javastraat 40                     | 52° 5' 18" NB, 4° 18' 14" OL | 17579  | Statig woonhuis                                     |
| Statig woonhuis | Werk-woonhuis             | ca. 1860 |                                          | Javastraat 42                     | 52° 5' 18" NB, 4° 18' 15" OL | 17580  | Statig woonhuis                                     |
| Statig woonhuis3 | Werk-woonhuis             | ca. 1860 |                                          | Javastraat 44                     | 52° 5' 18" NB, 4° 18' 15" OL | 17581  | Statig woonhuis3                                    |
| Statig woonhuis3 | Werk-woonhuis             | ca. 1860 |                                          | Javastraat 44A                    | 52° 5' 18" NB, 4° 18' 16" OL | 17582  | Statig woonhuis3                                    |
| Statig woonhuis | Bedrijfs-, fabriekswoning | ca. 1860 |                                          | Javastraat 46                     | 52° 5' 18" NB, 4° 18' 16" OL | 17583  | Statig woonhuis                                     |
| Statig woonhuis | Bedrijfs-, fabriekswoning | ca. 1860 |                                          | Javastraat 48                     | 52° 5' 18" NB, 4° 18' 17" OL | 17584  | Statig woonhuis                                     |
| Statig woonhuis | Bedrijfs-, fabriekswoning | ca. 1860 |                                          | Javastraat 50                     | 52° 5' 18" NB, 4° 18' 17" OL | 17585  | Statig woonhuis                                     |
| Statig woonhuis | Bedrijfs-, fabriekswoning | ca. 1860 |                                          | Javastraat 52                     | 52° 5' 18" NB, 4° 18' 18" OL | 17586  | Statig woonhuis                                     |
| Statig woonhuis3 | Woonhuis                  | ca. 1860 |                                          | Javastraat 54                     | 52° 5' 18" NB, 4° 18' 18" OL | 17587  | Statig woonhuis3                                    |
| Statig woonhuis3 | Woonhuis                  | ca. 1860 |                                          | Javastraat 56                     | 52° 5' 18" NB, 4° 18' 19" OL | 17588  | Statig woonhuis3                                    |
| Statig woonhuis | Woonhuis                  | ca. 1860 |                                          | Javastraat 58                     | 52° 5' 18" NB, 4° 18' 19" OL | 17589  | Meer afbeeldingen                                   |
| Statig woonhuis | Woonhuis                  | ca. 1860 |                                          | Javastraat 60                     | 52° 5' 19" NB, 4° 18' 19" OL | 17590  | Meer afbeeldingen                                   |
| Statig woonhuis | Woonhuis                  | ca. 1860 |                                          | Javastraat 62                     | 52° 5' 19" NB, 4° 18' 20" OL | 17591  | Meer afbeeldingen                                   |
| Statig woonhuis | Woonhuis                  | ca. 1860 |                                          | Javastraat 64                     | 52° 5' 19" NB, 4° 18' 20" OL | 17592  | Meer afbeeldingen                                   |
| Statig woonhuis | Werk-woonhuis             | ca. 1860 |                                          | Javastraat 66                     | 52° 5' 19" NB, 4° 18' 21" OL | 17593  | Meer afbeeldingen                                   |
| Statig woonhuis | Woonhuis                  | ca. 1860 |                                          | Javastraat 68                     | 52° 5' 19" NB, 4° 18' 21" OL | 17594  | Meer afbeeldingen                                   |
| Parterre van het woonhuis | Appartementengebouw       | ca. 1860 |                                          | Javastraat 70                     | 52° 5' 19" NB, 4° 18' 22" OL | 17595  | Meer afbeeldingen                                   |
| Eerste etage van het woonhuis | Appartementengebouw       | ca. 1860 |                                          | Javastraat 70A                    | 52° 5' 19" NB, 4° 18' 22" OL | 17596  | Meer afbeeldingen                                   |
| Tweede etage van het woonhuis | Appartementengebouw       | ca. 1860 |                                          | Javastraat 70B                    | 52° 5' 19" NB, 4° 18' 22" OL | 17597  | Meer afbeeldingen                                   |
| Derde etage van het woonhuis | Appartementengebouw       | ca. 1860 |                                          | Javastraat 70C                    | 52° 5' 19" NB, 4° 18' 22" OL | 17598  | Meer afbeeldingen                                   |
| Kapel van de R.K. begraafplaats | Begraafplaats en -onderdl | ca. 1840 |                                          | Kerkhoflaan 10                    | 52° 5' 37" NB, 4° 17' 59" OL | 17619  | Meer afbeeldingen                                   |
| De Huijgenspoort: voormalig tolhek | Grensafbakening           | 1665     |                                          | Kerkhoflaan tegenover 10          | 52° 5' 38" NB, 4° 17' 58" OL | 17618  | Meer afbeeldingen                                   |
| Schijndodenhuis met begraafplaats | Begraafplaats en -onderdl | 1830     | Z. Reijers                               | Kerkhoflaan 12                    | 52° 5' 44" NB, 4° 18' 13" OL | 17620  | Meer afbeeldingen                                   |
| Twee wachthuisjes en hek | Poortgebouw               | ca. 1840 |                                          | Kerkhoflaan 12                    | 52° 5' 42" NB, 4° 18' 9" OL  | 17621  | Meer afbeeldingen                                   |
| Algemene Begraafplaats Kerkhoflaan: grafmonument van de familie Van Oordt                                                                                                   | Begraafplaats en -onderdl | 1896     |                                          | Kerkhoflaan 12                    | 52° 5' 45" NB, 4° 18' 18" OL | 476059 | Upload foto                                         |
| Algemene Begraafplaats Kerkhoflaan: grafmonument Bosboom-Toussaint | Begraafplaats en -onderdl | 1887     |                                          | Kerkhoflaan 12                    | 52° 5' 45" NB, 4° 18' 15" OL | 476060 | Meer afbeeldingen                                   |
| Algemene Begraafplaats Kerkhoflaan: Grafmonument Ragay | Begraafplaats en -onderdl | 1837     |                                          | Kerkhoflaan 12                    | 52° 5' 45" NB, 4° 18' 16" OL | 476061 | Meer afbeeldingen                                   |
| Algemene Begraafplaats Kerkhoflaan: Grafmonument, opgericht ter nagedachtenis van Nicolaas Emanuel Frederik von Gumoëns en de belegering van de Citadel van Antwerpen       | Begraafplaats en -onderdl | 1834     |                                          | Kerkhoflaan 12                    | 52° 5' 44" NB, 4° 18' 12" OL | 476062 | Meer afbeeldingen                                   |
| Herenhuis, aan drie zijden vrijstaand | Woonhuis                  | ca. 1870 |                                          | Koninginnegracht 37               | 52° 5' 23" NB, 4° 18' 42" OL | 487579 | Meer afbeeldingen                                   |
| Herenhuis | Woonhuis                  | 1870     |                                          | Koninginnegracht 39               | 52° 5' 24" NB, 4° 18' 42" OL | 476033 | Meer afbeeldingen                                   |
| Herenhuis | Woonhuis                  | 1870     |                                          | Koninginnegracht 40               | 52° 5' 24" NB, 4° 18' 41" OL | 476034 | Meer afbeeldingen                                   |
| Linkerhelft van dubbel herenhuis in een eclectische bouwstijl | Woonhuis                  | ca. 1875 | H.J. van den Brink                       | Koninginnegracht 48               | 52° 5' 26" NB, 4° 18' 40" OL | 476035 | Meer afbeeldingen                                   |
| Rechterhelft van dubbel herenhuis in een eclectische bouwstijl | Woonhuis                  | ca. 1874 | H.J. van den Brink                       | Koninginnegracht 49               | 52° 5' 26" NB, 4° 18' 39" OL | 476036 | Meer afbeeldingen                                   |
| Herenhuis, aan drie zijden vrijstaand, gebouwd in een eclectische bouwstijl met sterke invloed van de neo- renaissance                                                      | Woonhuis                  | ca. 1874 |                                          | Koninginnegracht 56               | 52° 5' 28" NB, 4° 18' 38" OL | 487577 | Meer afbeeldingen                                   |
| Linkerhelft van dubbel herenhuis in eclectische bouwstijl, met voornamelijk aan de renaissance, de Lodewijk XIV- en de Lodewijk XVI-stijl en het Empire ontleende motieven  | Woonhuis                  | ca. 1874 | H.J. van den Brink                       | Koninginnegracht 57               | 52° 5' 28" NB, 4° 18' 38" OL | 476037 | Meer afbeeldingen                                   |
| Rechterhelft van dubbel herenhuis in eclectische bouwstijl, met voornamelijk aan de renaissance, de Lodewijk XIV- en de Lodewijk XVI-stijl en het Empire ontleende motieven | Woonhuis                  | ca. 1874 | H.J. van den Brink                       | Koninginnegracht 58               | 52° 5' 29" NB, 4° 18' 38" OL | 476038 | Meer afbeeldingen                                   |
| Herenhuis | Woonhuis                  | 1880     |                                          | Koninginnegracht 61               | 52° 5' 30" NB, 4° 18' 37" OL | 476039 | Meer afbeeldingen                                   |
| Herenhuis | Woonhuis                  | 1882     |                                          | Koninginnegracht 62               | 52° 5' 30" NB, 4° 18' 37" OL | 476040 | Meer afbeeldingen                                   |
| Herenhuis | Woonhuis                  | 1882     |                                          | Koninginnegracht 63               | 52° 5' 30" NB, 4° 18' 36" OL | 476041 | Meer afbeeldingen                                   |
| Hoekpand in rationalistische bouwstijl | Woonhuis                  | 1912     | H.P. Berlage                             | Koninginnegracht 146              | 52° 5' 46" NB, 4° 18' 21" OL | 459702 | Meer afbeeldingen                                   |
| Twee wachthuisjes met hek | Poortgebouw               | ca. 1840 | Z. Reijers (vermoedelijk)                | Koninginnegracht                  | 52° 5' 45" NB, 4° 18' 17" OL | 17642  | Upload foto                                         |
| Herenhuis in eclectische bouwstijl | Woonhuis                  | 1871-72  | J.H. van Sluijters                       | Laan Copes van Cattenburch 123    | 52° 5' 30" NB, 4° 18' 27" OL | 476042 | Meer afbeeldingen                                   |
| Herenhuis | Woonhuis                  | 1871-72  |                                          | Laan Copes van Cattenburch 125    | 52° 5' 30" NB, 4° 18' 27" OL | 476043 | Meer afbeeldingen                                   |
| Herenhuis | Woonhuis                  | 1871-72  |                                          | Laan Copes van Cattenburch 127    | 52° 5' 30" NB, 4° 18' 28" OL | 476044 | Meer afbeeldingen                                   |
| Vredeskapel/Malakkakapel | Kerk en kerkonderdeel     | 1879-80  | H.F.G.N. Camp                            | Malakkastraat 1                   | 52° 5' 30" NB, 4° 18' 6" OL  | 476045 | Meer afbeeldingen                                   |
| Schuddegeest: woningblok | Woonhuis                  | 1855-56  |                                          | Mallemolen 75                     | 52° 5' 22" NB, 4° 18' 34" OL | 477004 | Meer afbeeldingen                                   |
| Vrijstaand herenhuis in neorenaissancestijl | Woonhuis                  | ca. 1888 |                                          | Prinsevinkenpark 2                | 52° 5' 30" NB, 4° 17' 48" OL | 476046 | Vrijstaand herenhuis in neorenaissancestijl         |
| Tandem | Woonhuis                  | 1887-90  | J. van Nieukerken                        | Prinsevinkenpark 13               | 52° 5' 34" NB, 4° 17' 51" OL | 476047 | Meer afbeeldingen                                   |
| Villa Primavera | Woonhuis                  | 1887-90  | J. van Nieukerken                        | Prinsevinkenpark 14               | 52° 5' 34" NB, 4° 17' 51" OL | 476048 | Villa Primavera                                     |
| Vrijstaande villa in neorenaissancestijl | Woonhuis                  | 1891     | J. van Nieukerken i.s.m. Z. Hoek         | Prinsevinkenpark 15               | 52° 5' 34" NB, 4° 17' 53" OL | 476049 | Meer afbeeldingen                                   |
| Nieuw Parkwijck | Woonhuis                  | 1913     | H.P. Berlage                             | Prinsevinkenpark 42               | 52° 5' 30" NB, 4° 17' 49" OL | 476050 | Meer afbeeldingen                                   |
| Herenhuis, aan drie zijden vrijstaand in eclectische bouwstijl | Woonhuis                  | 1890     | J.F. Metzelaar                           | Riouwstraat 216                   | 52° 5' 41" NB, 4° 18' 27" OL | 487575 | Meer afbeeldingen                                   |
| Joodse begraafplaats | Begraafplaats en -onderdl |          |                                          | Scheveningseweg 21A               | 52° 5' 22" NB, 4° 17' 46" OL | 18067  | Meer afbeeldingen                                   |
| Schuddegeest: blok van 18 boven- en benedenwoningen | Woonhuis                  | 1855-56  |                                          | Schuddegeest 40                   | 52° 5' 21" NB, 4° 18' 30" OL | 477001 | Schuddegeest: blok van 18 boven- en benedenwoningen |
| Schuddegeest: blok van 14 boven- en benedenwoningen | Woonhuis                  | 1855-56  |                                          | Schuddegeest 58                   | 52° 5' 21" NB, 4° 18' 32" OL | 477002 | Schuddegeest: blok van 14 boven- en benedenwoningen |
| Schuddegeest: blok van 18 rug-aan-rug gebouwde woonhuizen op rechthoekige plattegrond                                                                                       | Woonhuis                  | 1855-56  |                                          | Schuddegeest 150                  | 52° 5' 22" NB, 4° 18' 33" OL | 477003 | Upload foto                                         |
| Aan drie zijden vrijstaand herenhuis in neorenaissancestijl | Woonhuis                  | 1885     | C.J. van Roode                           | Surinamestraat 2                  | 52° 5' 21" NB, 4° 18' 28" OL | 476051 | Meer afbeeldingen                                   |
| Herenhuis | Woonhuis                  | 1885     | C.J. van Roode                           | Surinamestraat 4                  | 52° 5' 21" NB, 4° 18' 28" OL | 476052 | Meer afbeeldingen                                   |
| Herenhuis | Woonhuis                  | 1885     | C.J. van Roode                           | Surinamestraat 6                  | 52° 5' 21" NB, 4° 18' 28" OL | 476053 | Meer afbeeldingen                                   |
| Herenhuis | Woonhuis                  | 1885     | C.J. van Roode                           | Surinamestraat 8                  | 52° 5' 22" NB, 4° 18' 27" OL | 476054 | Meer afbeeldingen                                   |
| Herenhuis | Woonhuis                  | 1887     |                                          | Surinamestraat 26                 | 52° 5' 24" NB, 4° 18' 26" OL | 476055 | Meer afbeeldingen                                   |
| Herenhuis, gebouwd in neorenaissancestijl | Woonhuis                  | 1884     | H. Wesstra jr.                           | Surinamestraat 28                 | 52° 5' 25" NB, 4° 18' 25" OL | 476056 | Meer afbeeldingen                                   |
| Hoekpand in neorenaissancestijl | Woonhuis                  | 1880-81  | C.H. Peters                              | Surinamestraat 42                 | 52° 5' 27" NB, 4° 18' 25" OL | 476057 | Meer afbeeldingen                                   |